# Таранная кость

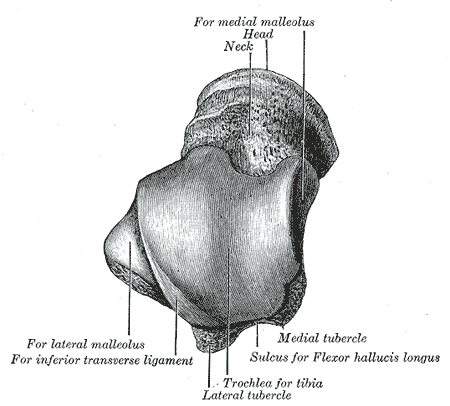
Таранная кость, вид сверху

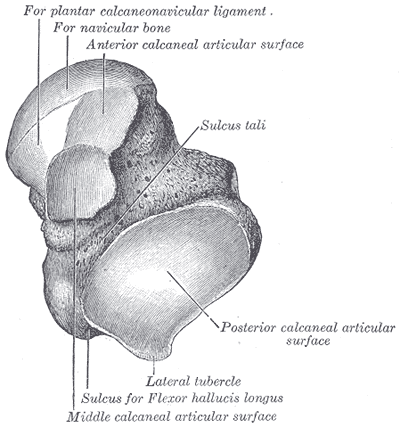
Таранная кость, вид снизу

Тара́нная кость (лат. talus; иногда употребляются эквиваленты надпяточная кость и astragalus) — одна из костей предплюсны, формирующая нижнюю часть голеностопного сустава посредством соединения с больше- и малоберцовой костями. Снизу таранная кость соединяется с пяточной костью, а спереди — с ладьевидной. Посредством этих сочленений таранная кость передаёт вес тела на всю стопу. Таранная кость является второй по величине среди костей предплюсны; процент покрытия её суставным хрящом является наибольшим среди всех костей тела человека.

## Строение
Кость имеет сложную форму, в ней выделяют несколько частей. Передняя часть носит название головка таранной кости (лат. caput tali) и соединяется с ладьевидной костью. Средняя часть, так называемый блок (лат. trochlea tali), соединяется с медиальной и латеральной лодыжками (располагающимися соответственно на больше- и малоберцовой костях), которые охватывают блок таранной кости наподобие вилки. На задней части кости располагается т. н. задний отросток (лат. processus posterior tali) с медиальным и латеральным бугорками, между которыми проходит сухожилие длинного сгибателя большого пальца стопы. В некоторых случаях вместо латерального бугорка имеется отдельная кость (так называемая «треугольная» или «добавочная таранная»). На нижней части таранной кости имеется суставная поверхность для соединения с пяточной костью.
Центр окостенения таранной кости формируется на 7—8-м месяце внутриутробного развития.

## Интересный факт
Таранная кость копытных имеет такую форму, что при падении на горизонтальную поверхность она равновероятно может оказаться в одном из четырёх стабильных положений. В связи с этим её издавна используют для игры в «бабки» (сродни игре в кости).

## Дополнительные изображения

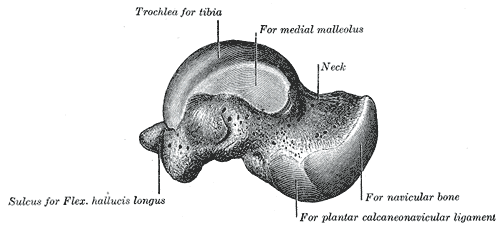
левая таранная кость, медиальная поверхность
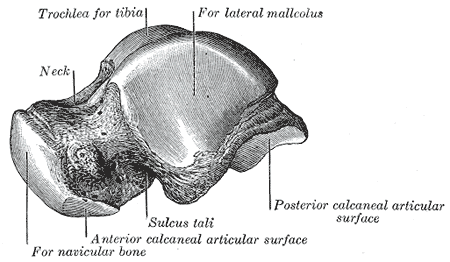
левая таранная кость, латеральная поверхность
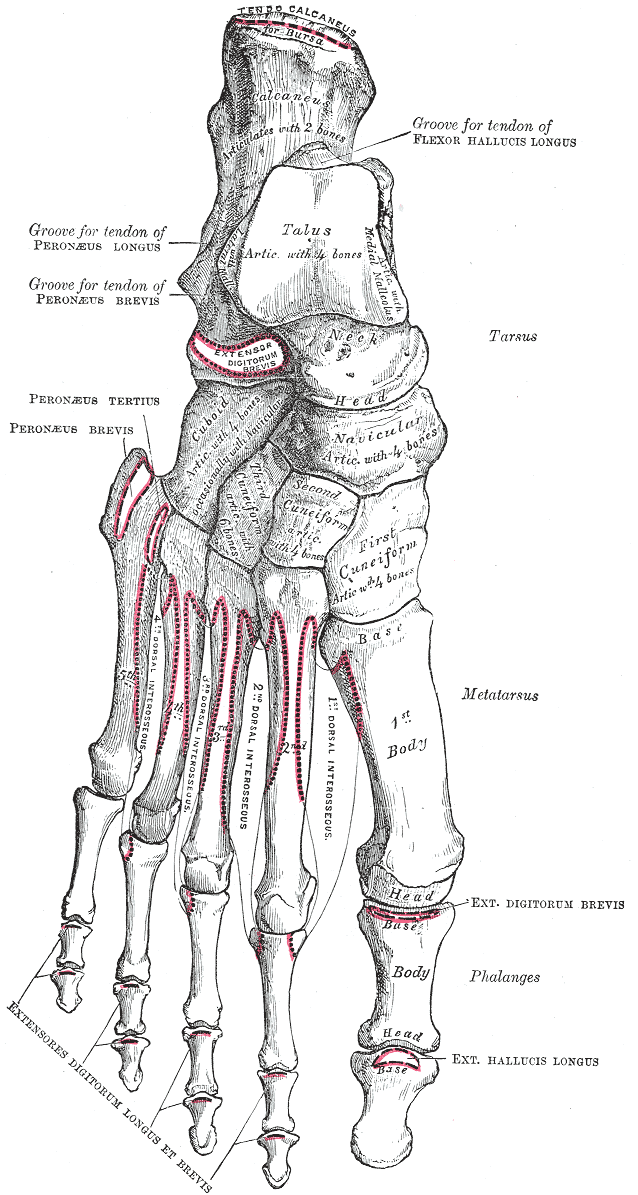
кости правой стопы, вид сверху
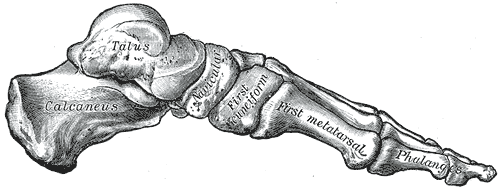
скелет стопы, вид изнутри
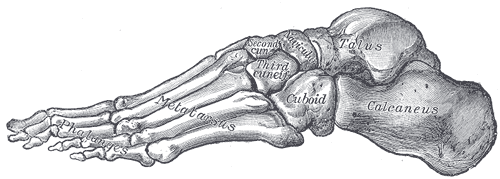
скелет стопы, вид сбоку
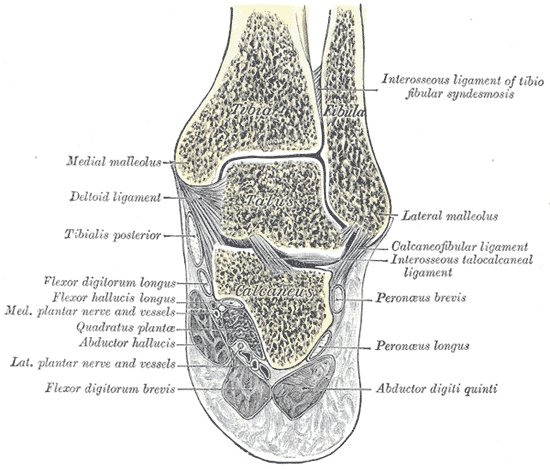
фронтальный распил правого голеностопного сустава (видны сочленения таранной кости с костями голени и пяточной костью)